# 周南 (嘉靖戊戌進士)
周南（1497年—？年），字文化，湖廣長沙儀衛司校籍，浙江乌程县人，治《詩經》。

## 生平
五月二十四日生，行一。由國子生中式嘉靖十年（1531年）辛卯科湖廣鄉試第二十一名舉人，年四十二歲中式嘉靖十七年（1538年）戊戌科會試第二百四十名，第二甲第六十四名進士。官至山东盐运使。

## 家族
曾祖周仕原、祖周福浩、父周昱；母潘氏。永感下，妻張氏。